# Крилан
Крилан (Pteropus) — рід рукокрилих, родини Криланових, що об'єднує приблизно 65 видів тварин. Це найбільші рукокрилі в світі. Етимологія: дав.-гр. πτερόν — «крила», дав.-гр. πούς — «ступня, нога».

## Поширення
Живуть у  Азії, тропічній і субтропічній, в тому числі в Індії, в  Австралії, Океанії, островах поблизу Африки (але не в самій Африці) та на ряді віддалених індоокеанських та тихоокеанських островів. 
Населяють ліси, болота, часто малі острови неподалік від узбережжя.

## Опис
Морфометрія. Довжина голови й тіла: 170—406 мм, довжина передпліччя: 85—228, розмах крил: 610—1700. Найбільший вид P. vampyrus. Вага P. personatus 104—153 грам, P. hypomelanus 300—455 грам, P. rayneri 800—870 грам, P. mahaganus 1220—1250 грам, P. giganteus самці 1300—1600, самиці ≈ 900 грам.
Зовнішність. Шерсть довга й шовковиста, зі щільним підшерстям. Пальці мають гострі вигнуті пазурі.

## Поведінка
Колонії можуть займати одне місце для сідала протягом кількох років. Популяції великих земель можуть подорожувати 40—60 км до місця годівлі. Колонії прибережних островів літають через море на велику землю за поживою. Кілька видів і підвидів океанічних островів стають частково або повністю денними, але більшість криланів нічні. Протягом дня вони поводяться шумно на сідалах і деякі особини перелітають з місця на місце. Під час сутінок вони летять до фруктових дерев, щоб поживитись. Фруктові соки є принциповою їжею криланів.

## Статус
Багато видів знаходяться під загрозою зникнення сьогодні й зокрема в Тихому океані кілька видів вимерли в результаті надмірної експлуатації для споживання людиною. На Маріанських островах їх м'ясо вважають делікатесом, що призводить до великої комерційної торгівлі.

## Види роду
1. Pteropus admiralitatum
2. Pteropus aldabrensis
3. Pteropus alecto
4. †Pteropus allenorum
5. Pteropus anetianus
6. Pteropus argentatus — крилан сріблястий[2]
7. Pteropus aruensis
8. †Pteropus brunneus
9. Pteropus caniceps
10. Pteropus capistratus
11. Pteropus chrysoproctus
12. Pteropus cognatus
13. Pteropus conspicillatus
14. †Pteropus coxi
15. Pteropus dasymallus
16. Pteropus faunulus
17. Pteropus fundatus
18. Pteropus giganteus
19. Pteropus gilliardorum
20. Pteropus griseus — крилан сірий[2]
21. Pteropus howensis
22. Pteropus hypomelanus
23. Pteropus insularis
24. Pteropus intermedius
25. Pteropus keyensis
26. Pteropus leucopterus
27. Pteropus livingstonii — крилан Лівінгстона[2]
28. Pteropus lombocensis
29. Pteropus loochoensis
30. Pteropus lylei
31. Pteropus macrotis
32. Pteropus mahaganus
33. Pteropus mariannus
34. Pteropus melanopogon
35. Pteropus melanotus
36. Pteropus molossinus
37. Pteropus neohibernicus
38. Pteropus niger типовий
39. Pteropus nitendiensis
40. Pteropus ocularis
41. Pteropus ornatus
42. Pteropus pelewensis
43. Pteropus personatus
44. †Pteropus pilosus
45. Pteropus pohlei
46. Pteropus poliocephalus
47. Pteropus pselaphon
48. Pteropus pumilus
49. Pteropus rayneri
50. Pteropus rennelli
51. Pteropus rodricensis
52. Pteropus rufus — крилан рудий[2]
53. Pteropus samoensis
54. Pteropus scapulatus
55. Pteropus seychellensis
56. Pteropus speciosus
57. †Pteropus subniger
58. Pteropus temminckii
59. †Pteropus tokudae
60. Pteropus tonganus
61. Pteropus tuberculatus
62. Pteropus ualanus
63. Pteropus vampyrus — крилан великий[2]
64. Pteropus vetulus
65. Pteropus voeltzkowi
66. Pteropus woodfordi
67. Pteropus yapensis

## Галерея

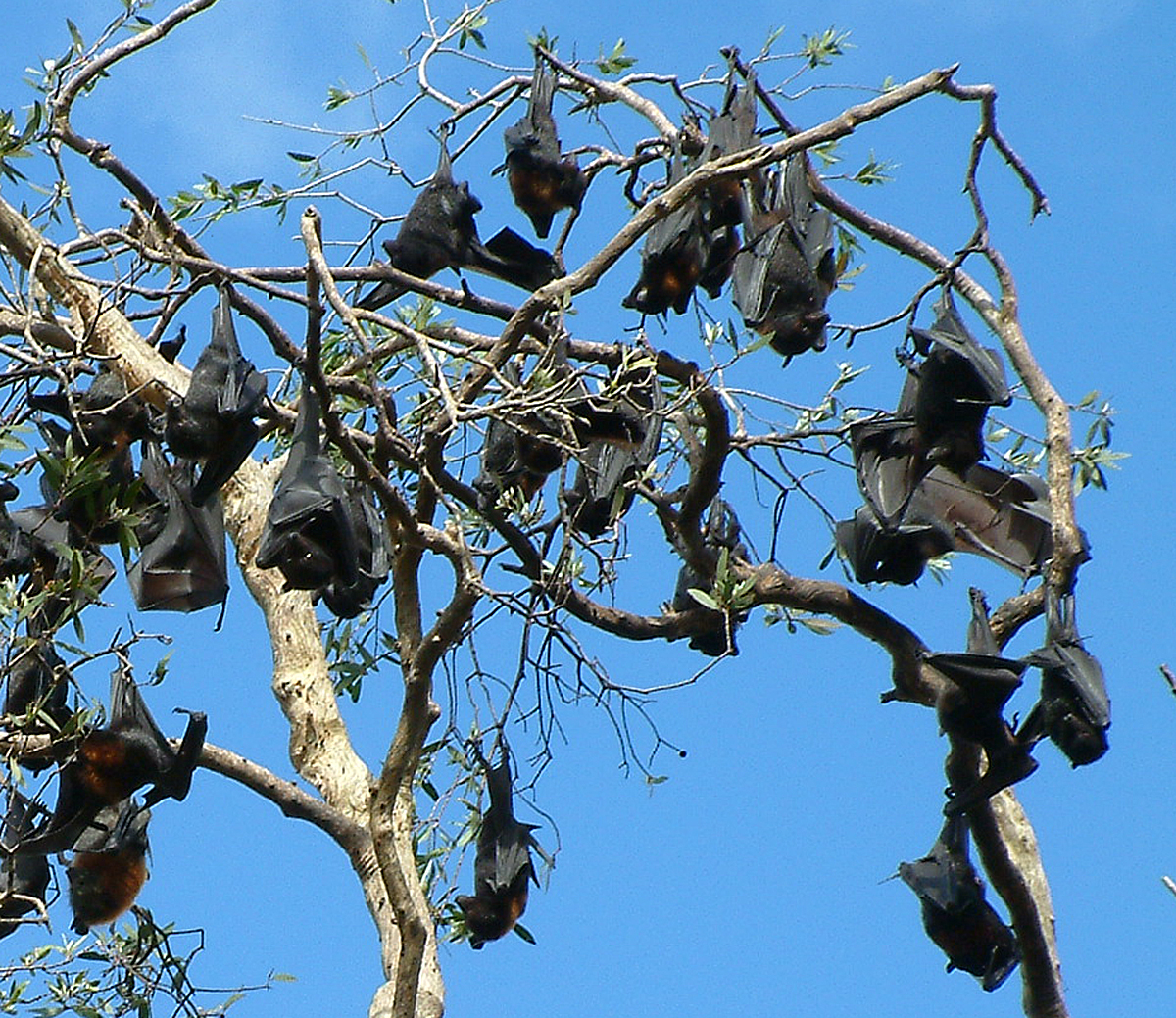
Pteropus alecto
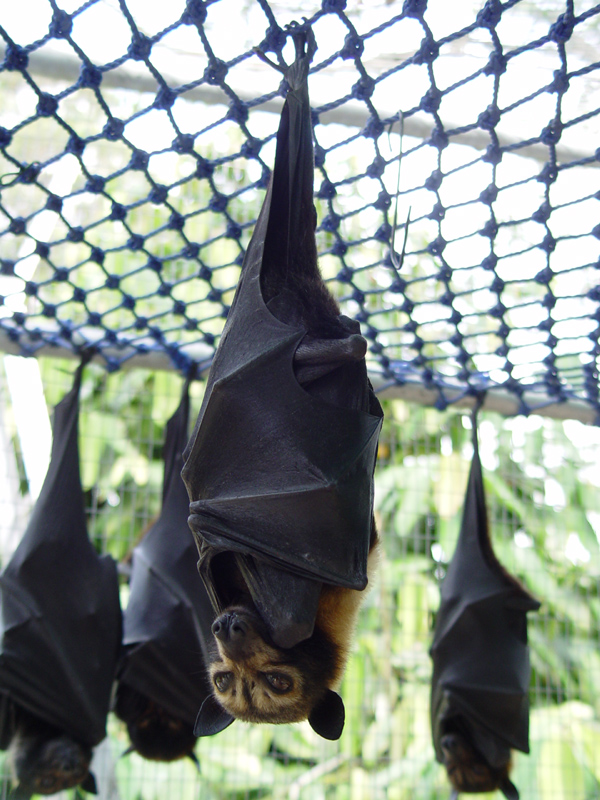
Pteropus conspicillatus
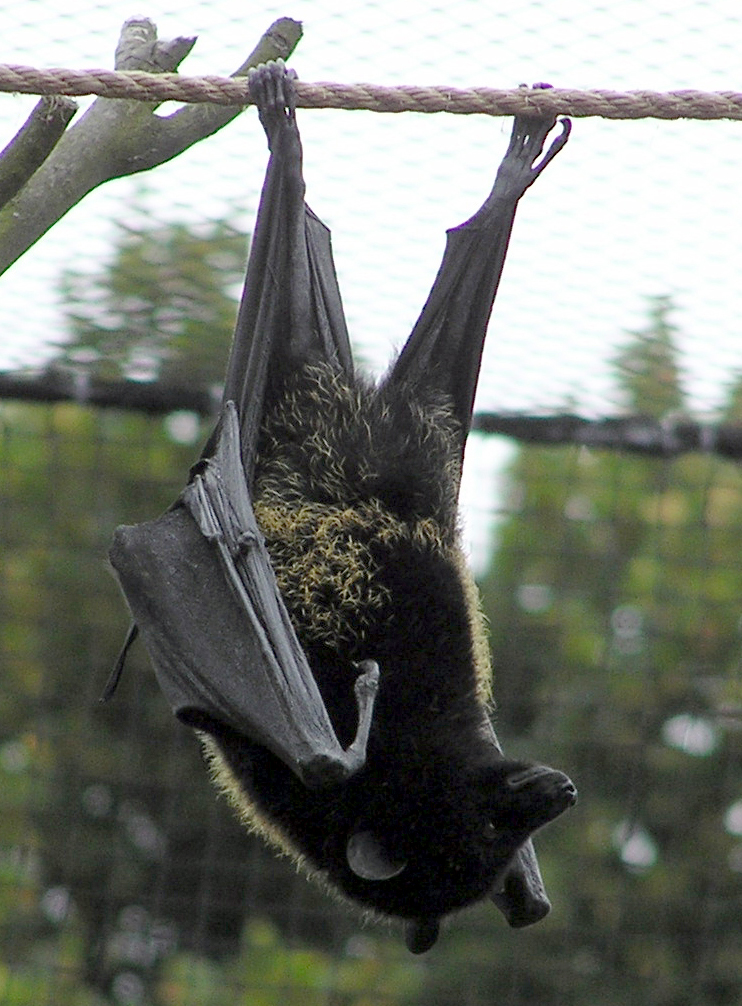
Pteropus livingstonii
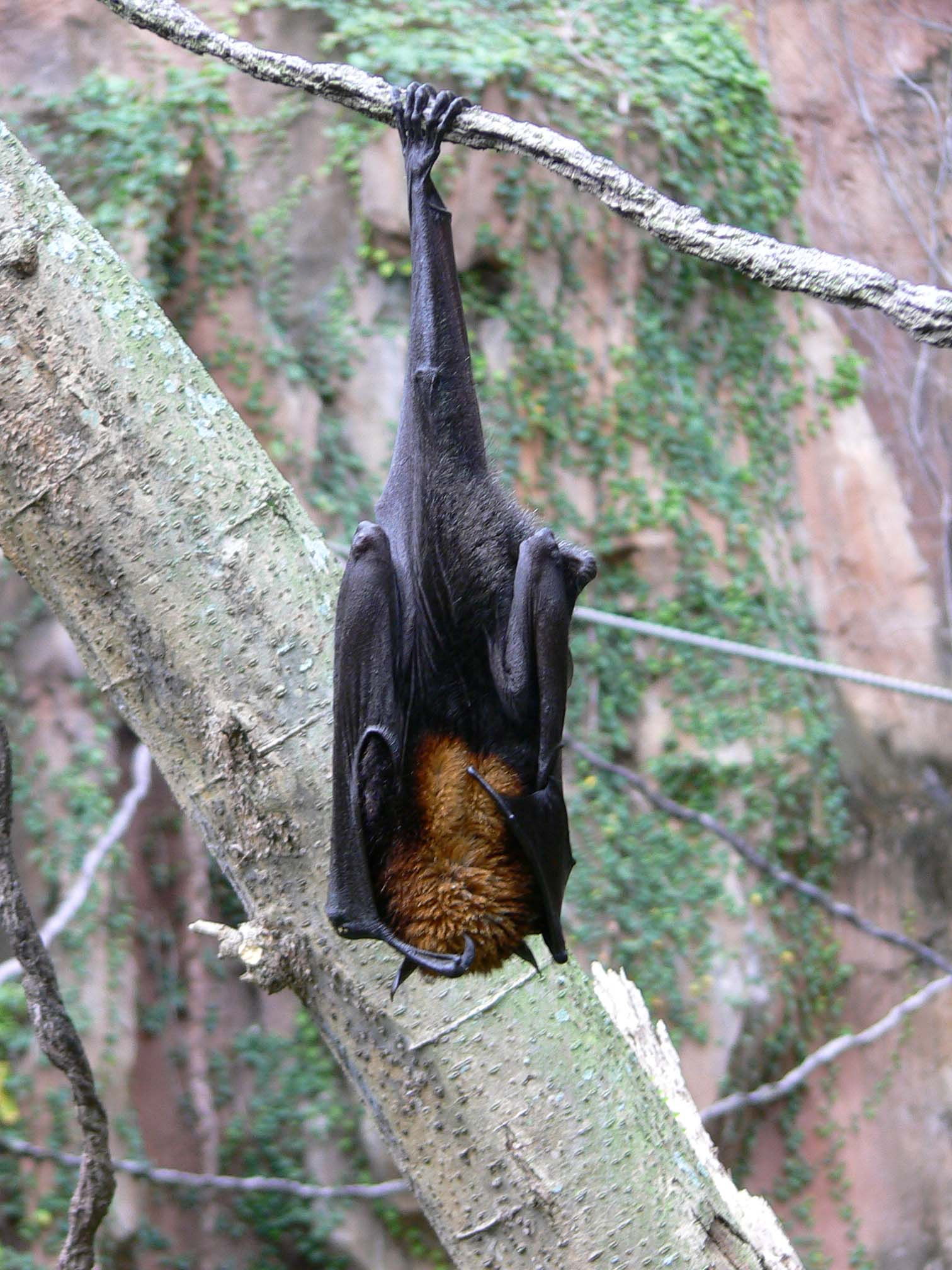
Pteropus vampyrus